# Lynne Featherstone
Pour les articles homonymes, voir Featherstone (homonymie).
Lynne Choona Featherstone, baronne Featherstone, (née Ryness ; le 20 décembre 1951) est une femme d'affaires britannique et membre libéral démocrate de la Chambre des lords.
Membre de l'Assemblée de Londres (MLA) de 2000 à 2005, elle est députée de Hornsey et Wood Green entre 2005 et 2015, avant d'être créée baronne Featherstone, de Highgate dans le London Borough of Haringey, le 20 octobre.
Dans le cadre de la coalition conservateur-libéral démocrate en 2010, elle est nommée ministre de l'Intérieur responsable de l'information criminelle et de l'égalité avant d'être promue, en 2012, ministre chargée du développement international. Auparavant, elle est porte-parole des libéraux démocrates pour les questions de jeunesse et d'égalité et présidente du conseil technologique des libéraux démocrates. En tant qu'initiateur et architecte de la loi sur le mariage homosexuel au cours de la coalition, Featherstone lance la consultation du gouvernement britannique sur l'introduction du mariage homosexuel et est la première personnalité politique à prendre part à la campagne Out4Marriage . Elle revient au Home Office en tant que ministre d'État en novembre 2014.

## Jeunesse
Featherstone est née et grandit dans le nord de Londres, et fait ses études à Highgate Primary School, le South Hampstead High School indépendant et obtient un diplôme en communication et design à Oxford Polytechnic,. Son entreprise familiale fondée par ses parents est la chaîne Ryness de magasins d'éclairage et d'électricité à Londres.
En 1998, Featherstone est élue conseiller du Borough londonien de Haringey représentant le quartier Muswell Hill. Elle et ses deux collègues (June Andersen et Julia Glenn) sont les trois premières libérales démocrates à être élues conseillers d'arrondissement. Elle est chef du groupe libéral démocrate (et donc chef de l'opposition) au Conseil de 1998 à 2003.
Bien qu'elle se soit retirée du conseil de Haringey avant les élections de mai 2006, Featherstone influence les élections locales de 2006 à Haringey où la majorité travailliste est réduite avec 30 conseillers travaillistes élus contre 27 libéraux démocrates.
De 2000 à 2005, Featherstone est membre de l'Assemblée de Londres ; pendant cette période, elle préside la commission des transports de l'Assemblée de Londres. Elle est également membre de la Metropolitan Police Authority pendant les cinq années où elle siège à l'Assemblée de Londres. Elle est remplacée par Geoff Pope.

## Députée
Featherstone se présente d'abord pour le siège de Hornsey et Wood Green aux élections générales de 1997, où elle termine à la troisième place à 25 998 voix derrière la gagnante Barbara Roche. Elle se présente à nouveau à Hornsey et Wood Green aux élections générales de 2001, passant à la deuxième place et réduisant la majorité de Roche à 10 614 voix. Lors de l'un des plus grands changements aux élections générales de 2005, Featherstone bat Roche avec une majorité de 2 395 voix.
Elle prononce son premier discours au Parlement le 24 mai 2005. Elle est nommée porte-parole junior LibDem pour les affaires intérieures par Charles Kennedy en 2005, et au comité restreint d'audit environnemental.
Elle copréside la campagne infructueuse de Chris Huhne à la tête des libéraux démocrates après la démission de Kennedy en janvier 2006. En mars, après l'élection de Menzies Campbell à la tête du parti, elle est promue numéro deux dans l'équipe des affaires intérieures des libéraux démocrates et nommée porte-parole de Londres. En décembre 2006, elle succède à Susan Kramer comme secrétaire au développement international libéral-démocrate fantôme, et deux mois plus tard, remplace Tom Brake comme porte-parole pour Londres.
En 2007, à la suite de la démission de Menzies Campbell, elle préside la campagne électorale à la direction de Chris Huhne. Le 20 décembre 2007, le nouveau leader libéral démocrate Nick Clegg, qui bat Chris Huhne, et la nomme porte-parole de la jeunesse et des égalités.
Aux élections générales de 2015, elle perd son siège au profit de la travailliste Catherine West.
Dans le cadre de la coalition conservateur-libéral démocrate en 2010, elle est nommée ministre au ministère de l'Intérieur comme Sous-secrétaire d'État parlementaire pour l'information criminelle et l'égalité. Featherstone provoque des vagues en annonçant sa nomination avant l'annonce officielle afin de forcer les compromis des conservateurs concernant ses «objectifs» politiques, malgré le fait que la ministre de l'Intérieur Theresa May soit notée comme ne souhaitant pas favoriser l'égalité homosexuelle.
En décembre 2010, Featherstone introduit une initiative qui autoriserait la discrimination positive qui vise principalement à lutter contre la sous-représentation des femmes dans la population active.
Le 5 septembre 2012, elle est confirmée comme sous-secrétaire d'État parlementaire au Département du développement international. S'exprimant lors de la conférence des libéraux démocrates à Glasgow en septembre 2013, elle soutient la politique des libéraux démocrates visant à poursuivre les responsables des cas où des filles sont envoyées à l'étranger pour subir des mutilations génitales féminines, ou lorsqu'elles sont pratiquées au Royaume-Uni. En novembre 2014, elle est promue au poste de ministre d'État à la Prévention du crime, retournant au ministère de l'Intérieur.
Featherstone écrit un livre, Equal Ever After, décrivant les détails du travail visant à établir le mariage homosexuel légal au Royaume-Uni et son rôle dans le processus.

## Vie privée
Elle épouse Stephen Featherstone à Haringey en 1982, mais divorce en 1996; ils ont deux enfants.
Featherstone vit à Highgate, à Londres. Elle est juive. Elle est associée honoraire de la National Secular Society.